# Gertrude Krombholz
Gertrude Krombholz (* 13. Juli 1933 in Tetschen, Tschechoslowakei) ist eine deutsche Tanz- und Sportpädagogin sowie Begründerin des Rollstuhltanzes. Zudem ist sie Autorin mehrerer Fachbücher. 

## Biografie
Krombholz ist die einzige Tochter einer sportbegeisterten Mutter und eines Rechtsanwalts. Sie besuchte zunächst in Leitmeritz die Volks- und dann die Oberschule. Nach der Vertreibung machte sie in Regensburg am Städt. Mädchenrealgymnasium das Abitur. Von 1952 bis 1957 studierte sie für das Lehramt an Gymnasien Sport an der Bayerischen Sportakademie und Chemie und Geographie an der Ludwig-Maximilians-Universität München und an der Technischen Hochschule München (heute Technische Universität München). Sie schloss dieses 1959, nach der Referendarzeit, mit dem zweiten Staatsexamen ab. Eine breite tänzerische Ausbildung absolvierte sie im In- und Ausland; u. a. legte sie die Prüfung als Tanzlehrerin des Allgemeinen Deutschen Tanzlehrerverbandes (ADTV) ab.
Von 1959 bis 1962 unterrichtete sie am Gymnasium des Staatlichen Landschulheims Marquartstein. Ab 1962 war sie Dozentin und ab 1963 Leiterin für die Sportphilologinnenausbildung an der Bayerischen Sportakademie, die 1973 in die TUM integriert wurde. Dort leitete sie zunächst am Sportzentrum die Fachgebiete Gymnastik, Tanz und Bewegung und war danach bis zur Pensionierung Leitende Akademische Direktorin der Sportlehrerausbildung.
Sie war Chefhostess und Mitchoreografin für die Eröffnungs- und Schlussfeiern der Olympischen Spiele von 1972, 1976 und 1980. Im Rahmen der Choreografiearbeit für eine Sportveranstaltung zur Verabschiedung Rudi Sedlmayers als Präsident des Bayerischen Landessport-Verbandes entstand 1973 ihre Idee für den Rollstuhltanz, den sie 1975 in Berlin bei der World Gymnaestrada dem Publikum vorstellte. Den Rollstuhltanz und -sport konnte sie im In- und Ausland verbreiten und schließlich in den internationalen Behindertenverbänden (ISOD, EPC, IPC) als Chairperson des „Wheelchair Dance Sport Committees“ von 1989 bis 2002 etablieren. Als „Member of the Paralympic Order“ (2002) gehört sie heute zur Paralympic Family und war bei 10 Paralympics (2004–2016) in Siegerehrungen eingebunden. 
Anhand überlieferter Quellen und Literatur aus dem Stadtarchiv München und dem Tanzarchiv Leipzig rekonstruierte sie 1976 den mittelalterlichen Moriskentanz und gründete die Münchner Moriskentänzer, eine Tanzgruppe der Technischen Universität München, die dem Zentralen Hochschulsport angeschlossen ist und seither über 500 Aufführungen im In- und Ausland absolviert hat.
Von 1978 bis 1981 studierte sie Neuere Geschichte und promovierte summa cum laude. 1982 wurde ihre Dissertation vom Bund der Freunde der Technischen Universität München (BdF) mit dem Preis für eine der besten Doktorarbeiten ausgezeichnet. 1998 trat sie in den Ruhestand und stiftete den nach ihr benannten und erstmals 1998 verliehenen Preis der TUM für die besten wissenschaftlichen Arbeiten in der angewandten Sportwissenschaft.

## Ehrungen
| 1976 | Österreichische Olympiamedaille der Republik Österreich                                                  |
| 1991 | Bundesverdienstkreuz am Bande                                                                            |
| 1991 | Goldene Ehrennadel des Deutschen Rollstuhl-Sportverbandes (DRS)                                          |
| 1992 | Silberne Ehrennadel des Allg. Deutschen Tanzlehrerverbandes (ADTV)                                       |
| 1993 | Medaille "PRO MERITIS" des Bayerischen Staatsministeriums für Unterricht, Kultus, Wissenschaft und Kunst |
| 1997 | Goldener Ehrenring der Technischen Universität München                                                   |
| 1998 | Bayerischer Verdienstorden                                                                               |
| 1998 | Goldene Ehrennadel der Technischen Universität München                                                   |
| 2001 | Ehrenpreis des Frauenbeirats des Bayerischen Landessportverbandes                                        |
| 2002 | Paralympic Order des International Paralympic Committee (IPC)                                            |
| 2002 | Bayerischer Sportpreis des Ministerpräsidenten („Innovation im Sport“)                                   |
| 2002 | Ehrenplakette des Deutschen Behinderten-Sportverbandes (DBS)                                             |
| 2007 | Goldener Ehrenring der Stadt München                                                                     |